# Publius Horatius
Publius Horatius est un héros légendaire de la Rome antique qui, d'après la légende rapportée par Tite-Live, se serait battu en duel pendant la guerre entre Rome et Albe-la-Longue, durant le règne de Tullus Hostilius (selon la tradition, troisième roi de Rome entre 673 et 641 av. J.-C.). C'est l'un des trois Horaces ayant affronté les trois Curiaces lors du célèbre combat des Horaces et des Curiaces.